# Vijfschaft
Vijfschaft is een oud-Utrechts gerecht. Het werd bij voorkeur gegeten als het boerenwerk tijdens een vorstperiode stil lag. Zoals de naam al aangeeft, bestaat vijfschaft oorspronkelijk uit vijf ingrediënten: wortel, aardappels, uien, bruine bonen en appels. Met ietwat bouillon en spek wordt het gerecht afgemaakt en geserveerd met boerenworst.